# Terremoto de La Ligua de 1965
Se conoce como el terremoto de 1965 de la zona central de Chile, o terremoto de La Ligua de 1965 a un movimiento sísmico de magnitud 7,4, ocurrido el 28 de marzo de 1965, a las 12:33 locales, cuyo epicentro se ubicó en las cercanías de La Ligua, Chile, al norte de Santiago. Fue percibido desde Copiapó hasta Osorno, y por el oriente hasta Mendoza y Buenos Aires, Argentina.

## Daños
Debido a que el material de construcción predominante de la época en la zona era el adobe, fueron dañadas gravemente una gran cantidad de las viviendas. El porcentaje de casas con daños estructurales de las ciudades y poblados más afectados es el siguiente:
- Illapel 65%.
- Salamanca 90%.[5]
- Caimanes 100%.
- Guangualí 100%.
- Petorca 80%.
- La Ligua 80%.
- Cabildo 80%.

Alicahue sufrió gran parte de dicha destrucción. Tras el sismo, se instaló en la zona una comisión de Vivienda para reparar las casas y edificios destruidos. Un alicahuino la presidía, el arquitecto Tito López Montiel, hermano de Humberto Montiel.
Uno de los hechos más lamentables debidos al sismo, fue que un tranque de relaves de la mina El Soldado en El Melón, a unos 10 km de la ciudad de La Calera, cedió y liberó unos 2.3 millones de metros cúbicos de fangos industriales. Esto provocó un aluvión, que descendió sobre un pequeño poblado minero de unos 150 habitantes, llamado El Cobre. Hubo 10 sobrevivientes, y se encontraron unos 35 cadáveres.

## Creación de la Onemi
La gravedad de las consecuencias del terremoto, motivó la creación de una oficina centralizada para tratar con las emergencias. Con el apoyo del presidente Eduardo Frei Montalva se publicó la ley de reconstrucción (N° 16.282), que permitía al presidente operar por medio de decretos supremos en caso de terremotos, y otros desastres naturales y calamidades públicas. Surge por primera vez un equipo de trabajo para formular programas y planes de emergencia.
Luego, en 1971, el presidente Salvador Allende, designa una comisión para que elabore y proponga al Ministerio del Interior y al de Defensa Nacional un «Plan Orgánico», que estandarice la respuesta a las emergencias naturales y otras catástrofes. Debe coordinar los recursos humanos y económicos y proponer medidas preventivas. La comisión comienza a reunirse en marzo de 1972.
El 22 de marzo de 1974 durante la dictadura militar de Augusto Pinochet, comenzó oficialmente a funcionar la Oficina Nacional de Emergencia del Ministerio del Interior (Onemi).